# San Esteban (Illano)
San Esteban (en eonaviego y oficialmente Santesteba) es un pueblo en la parroquia y concejo de Illano (Asturias) se accede fácilmente desde la carretera.
Limita con Illano y La Montaña. Por el frente del Río Navia, tiene a Sarzol, más lejos a Herías.
Tiene una casa rural aprovechando la antigua escuela, desde donde se ve al fondo una gran vista del río. Este pequeño pueblo, tiene una arquitectura de casas hechas con piedra. Sus calles son angostas e inclinadas. Hay quien dice que pudo ser una antigua judería, por su semejanza con este tipo de arquitectura, pero no hay ningún documento histórico que lo acredite.
Sus casas están construidas con piedra vista, perfectamente talladas, con tejados de pizarra gruesa. Se le llama San Esteban de los Buitres porque hace unos 50 años había muchas de estas aves en la zona de los desfiladeros que dan al Navia).
En la obra "ARQUITECTURA POPULAR ESPAÑOLA", de Carlos Flores y editada por AGUILAR en 1973, se menciona como el pueblo más destacado de toda la zona y se aboga por su conservación pues, en el año de 1972, no se identificaban más de 10 o 12 habitantes.
En 2013, el pueblo fue declarado Bien de Interés Cultural.